# Мусульманский квартал

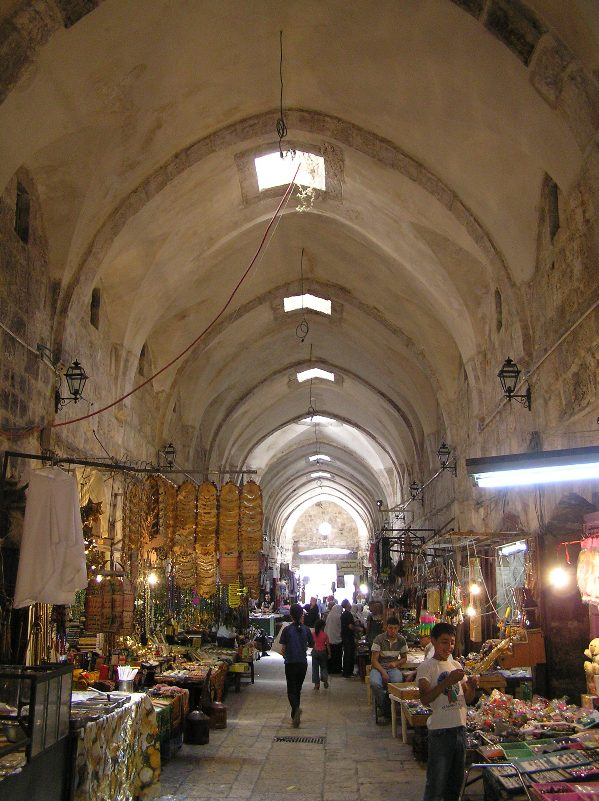
«Хлопковый рынок». Реконструирован в 1336 году мамлюкским правителем эмиром Танкизом, губернатором Дамаска

Мусульманский квартал (араб. حَارَة الْمُسْلِمِين‎ Харат аль-Муслимин, ивр. הַרֹבַע הַמוּסלמִי‎ Һа’Рова һа’Мусльми) — самый большой и густонаселённый из четырёх кварталов древнего, обнесённого стенами, Старого города Иерусалима. Он занимает 31 гектар площади в северо-восточной части Старого города. Квартал ограничен Львиными воротами на востоке, северной опорной стеной Храмовой горы на юге, и дорогой Дамасские ворота — Западная стена на западе. Непосредственно в квартал ведут Дамасские (Шхемские) ворота, Львиные ворота и Ворота Ирода. В этом квартале начинается Виа Долороза.
Население Мусульманского квартала на 2005 год составляло 22 тыс. человек. До палестинских бунтов 1929 года в квартале проживало смешанное население из евреев, мусульман и христиан; сейчас в нём живут около 60 еврейских семей и небольшое количество христиан. Действуют несколько иудейских ешив, крупнейшей из которых является Иешиват Атэрэт Ерушалаим.
В 2007 году израильское правительство приступило к финансированию строительства согласно плану застройки «Цветочных ворот» — первого с 1967 года еврейского жилого района внутри Мусульманского квартала. Он включит в себя 20 квартир и синагогу.

## Достопримечательности
Еврейские достопримечательности включают в себя Котель Катан (Маленькая Западная стена) и Туннели Западной стены, проходящие под кварталом вдоль Западной стены. Имеется много археологических объектов периодов римлян и крестоносцев. В квартале расположены первые семь Крестных стояний. Кроме того:
- Атэрэт Коханим
- Баб Аль Хута
- Биркет Исраэль
- Церковь бичевания
- Синагога Охэль Ицхак
- Церковь Св. Анны
- Виа Долороза
- Пещера Цидкиягу